# Виборчий округ 222
Виборчий округ 222 — виборчий округ в місті Києві. В сучасному вигляді був утворений 28 квітня 2012 постановою ЦВК №82 (до цього моменту існувала інша система виборчих округів). Окружна виборча комісія цього округу розташовується в корпусі №32 (їдальня) Національного технічного університету України «Київський політехнічний інститут імені Ігоря Сікорського»  за адресою м. Київ, Берестейський проспект, 37.
До складу округу входить частина Солом'янського району (окрім території на схід від аеропорту "Жуляни" і Повітрофлотського проспекту). Виборчий округ 222 межує з округом 219 на заході, з округом 223 на півночі, з округом 221 на сході та з округом 95 на півдні. Виборчий округ №222 складається з виборчих дільниць під номерами 800844-800849, 800852-800864, 800866-800868, 800872, 800874-800876, 800886, 800892-800949, 800957 та 801102.

## Народні депутати від округу
| Ім'я                          | Фото | Партія               | Скликання | Дата набуття повноважень | Дата припинення повноважень |
| ----------------------------- | ---- | -------------------- | --------- | ------------------------ | --------------------------- |
| Андрієвський Дмитро Йосипович |      | Батьківщина          | 7-ме      | 12 грудня 2012           | 27 листопада 2014           |
| Андрієвський Дмитро Йосипович |      | Блок Петра Порошенка | 8-ме      | 27 листопада 2014        | 29 серпня 2019              |
| Грищук Роман Павлович         |      | Слуга народу         | 9-те      | 29 серпня 2019           |                             |

## Результати виборів

### Парламентські

#### 2019
Кандидати-мажоритарники:
- Грищук Роман Павлович (Слуга народу)
- Андрієвський Дмитро Йосипович (самовисування)
- Назаренко Володимир Едуардович (Свобода)
- Шкуро Максим Юрійович (самовисування)
- Клейменов Аким Ігорович (Сила і честь)
- Луцький Максим Георгійович (Опозиційна платформа — За життя)
- Лабоженко Олександр Дмитрович (Опозиційний блок)
- Ткаченко Сергій Валерійович (самовисування)
- Василевич Володимир Степанович (самовисування)
- Дорофеєв Віктор Вікторович (самовисування)
- Руденко Віталій Володимирович (самовисування)
- Лубкін Даніїл Дмитрович (Розвиток)
- Убірія Вахтангі Шалвович (самовисування)
- Бігун Петро Анатолійович (самовисування)

#### 2014
Кандидати-мажоритарники:
- Андрієвський Дмитро Йосипович (Блок Петра Порошенка)
- Стельмашов Артем Кирилович (Воля)
- Кулєш Леонід Володимирович (Радикальна партія)
- Павловський Сергій Анатолійович (Сильна Україна)
- Бєлов Олександр Миколайович (Опозиційний блок)
- Вейдер Дарт Олегович (Інтернет партія України)
- Гілюк Василь Васильович (самовисування)
- Шатурська Любов Миколаївна (самовисування)
- Ліпінський Роман Владиславович (самовисування)
- Пилипів Богдан Іванович (Національна демократична партія України)
- Ніколенко Ігор Богданович (Сіріус)
- Гороховська Ганна Миколаївна (самовисування)
- Черніков Олександр Павлович (самовисування)
- Богдан Дмитро Іванович (самовисування)

#### 2012
Кандидати-мажоритарники:
- Андрієвський Дмитро Йосипович (Батьківщина)
- Назарова Рена Рафіковна (УДАР)
- Луцький Максим Георгійович (Партія регіонів)
- Булгаков Валерій Андрійович (Комуністична партія України)
- Андрієвський Віктор Миколайович (самовисування)
- Костюшко Олег Петрович (самовисування)
- Шафаренко Жанна Юріївна (самовисування)
- Мєшковой Антон Олександрович (Радикальна партія)
- Луговець Олександр Михайлович (самовисування)
- Смірнов Антон Миколайович (Партія зелених України)
- Лисак Андрій Васильович (Україна — Вперед!)
- Стельмашов Артем Кирилович (Собор)
- Билінська Олена Олександрівна (самовисування)
- Скрипець Валентин Вікторович (Молодь до влади)
- Агатій Вадим Іванович (Інтернет партія України)
- Пронь Сергій Миколайович (самовисування)
- Старіков Олег Іванович (самовисування)
- Шипінський Владислав Станіславович (самовисування)
- Грицишин Ілля Юрійович (самовисування)
- Стрижко Галина Василівна (Мерітократична партія України)
- Клепач Ігор Вікторович (самовисування)

## Явка
Явка виборців на окрузі: